# سیارک ۲۱۷۴۶
سیارک ۲۱۷۴۶ (به انگلیسی: 21746 Carrieshaw، نامگذاری:1999RZ169) بیست و یک هزار و هفتصد و چهل و ششمین سیارک کشف شده‌است که در ۹ سپتامبر ۱۹۹۹ کشف شد.
قدر مطلق سیارک برابر ۸.۵ است.